# Richard Lippold
Richard Lippold, född 3 maj 1915 i Milwaukee, Wisconsin, död 22 augusti 2002, var en amerikansk skulptör.

## Biografi
Richard Lippold studerade vid universitetet i Chicago, och tog examen från School of Art Institute of Chicago i industriell design år 1937. Han arbetade därefter som industridesigner 1937-41. Efter att han blev skulptör undervisade vid flera universitet såsom Hunter College och City University i New York, 1952-67.
Influerad av Naum Gabo gjorde Lippold geometriska konstruktioner i tunn metalltråd, genomskinliga, viktlösa strålknippen som samspelar med den omgivande arkitekturen.

## Offentliga verk i urval
- "Ad Astra," på National Air and Space Museum i Washington, DC
- "Aerial Act," på Wadsworth Atheneum i Hartford, Connecticut
- "Orpheus and Apollo," på Avery Fisher Hall vid Lincoln Center i New York,[1]
- "Radiant I", vid Inland Steel Building i Chicago, 1957[2]
- "Sun," på Metropolitan Museum of Art i New York, som innehålleer mer än två miles av guldtråd,
- "World Tree," inom den av Walter Gropius-designade Harvard Graduate Center vid Harvard Law School i Cambridge, Massachusetts.[3]
- "Fire Bird" på Segerstrom Center For The Arts i Costa Mesa, Kalifornien
- Ex Stasis vid Marquette University in Milwaukee, Wisconsin.